# U.S. Men's Clay Court Championships 2013 - Qualificazioni singolare
Le qualificazioni del singolare  dell'U.S. Men's Clay Court Championships 2013 sono state un torneo di tennis preliminare per accedere alla fase finale della manifestazione. I vincitori dell'ultimo turno sono entrati di diritto nel tabellone principale. In caso di ritiro di uno o più giocatori aventi diritto a questi sono subentrati i lucky loser, ossia i giocatori che hanno perso nell'ultimo turno ma che avevano una classifica più alta rispetto agli altri partecipanti che avevano comunque perso nel turno finale.

## Teste di serie
Le prime 5 teste di serie hanno ricevuto un bye per il 2º turno.
1. Ivo Karlović (ultimo turno)
2. Miša Zverev (secondo turno)
3. Tejmuraz Gabašvili (ultimo turno)
4. Bradley Klahn (qualificato)

1. Peter Polansky (ultimo turno)
2. Facundo Argüello (qualificato)
3. Michael Yani (primo turno, ritirato)
4. Alex Kuznetsov (primo turno)

### Qualificati
1. Gerald Melzer
2. Robby Ginepri

1. Facundo Argüello
2. Bradley Klahn

## Tabellone qualificazioni

### Legenda
| - Q = Qualificato - WC = Wild card - LL = Lucky loser | - ALT = Alternate - SE = Special Exempt - PR = Protected Ranking | - w/o = Walkover - r = Ritirato - d = Squalificato |

### Sezione 1
|  | Primo turno          | Primo turno          | Primo turno          | Primo turno | Primo turno |  |  | Secondo turno  | Secondo turno  | Secondo turno | Secondo turno | Secondo turno |   |   | Ultimo turno | Ultimo turno | Ultimo turno | Ultimo turno | Ultimo turno |  |
|  |                      |                      |                      |             |             |  |  |                |                |               |               |               |   |   |              |              |              |              |              |  |
|  |                      |                      |                      |             |             |  |  |                |                |               |               |               |   |   |              |              |              |              |              |  |
|  |                      |                      |                      |             |             |  |  | 1              | Ivo Karlović   | Ivo Karlović  | 6             | 6             |   |   |              |              |              |              |              |  |
|  | William Boe-Wiegaard | William Boe-Wiegaard | William Boe-Wiegaard | 2           | 2           |  |  |                | Florin Mergea  | Florin Mergea | 4             | 3             |   |   |              |              |              |              |              |  |
|  | Florin Mergea        | Florin Mergea        | Florin Mergea        | 6           | 6           |  |  |                |                |               |               |               |   |   | 1            | Ivo Karlović | Ivo Karlović | 4            | 63           |  |
|  | Nicholas Edlefsen    | Nicholas Edlefsen    | Nicholas Edlefsen    | 2           | 2           |  |  |                |                |               | Gerald Melzer | Gerald Melzer | 6 | 7 |              |              |              |              |              |  |
|  | Roman Borvanov       | Roman Borvanov       | Roman Borvanov       | 6           | 6           |  |  | Roman Borvanov | Roman Borvanov | 7             | 62            | 1             |   |   |              |              |              |              |              |  |
|  |                      | Gerald Melzer        | Gerald Melzer        | 6           | 6           |  |  | Gerald Melzer  | Gerald Melzer  | 5             | 7             | 6             |   |   |              |              |              |              |              |  |
|  | 8                    | Alex Kuznetsov       | Alex Kuznetsov       | 2           | 4           |  |  |                |                |               |               |               |   |   |              |              |              |              |              |  |

### Sezione 2
|  | Primo turno   | Primo turno   | Primo turno   | Primo turno | Primo turno |  |  | Secondo turno | Secondo turno  | Secondo turno  | Secondo turno  | Secondo turno  |    |    | Ultimo turno | Ultimo turno  | Ultimo turno  | Ultimo turno | Ultimo turno |  |
|  |               |               |               |             |             |  |  |               |                |                |                |                |    |    |              |               |               |              |              |  |
|  |               |               |               |             |             |  |  |               |                |                |                |                |    |    |              |               |               |              |              |  |
|  |               |               |               |             |             |  |  | 2             | Miša Zverev    | 2              | 6              | 2              |    |    |              |               |               |              |              |  |
|  |               | Robby Ginepri | Robby Ginepri | 6           | 6           |  |  |               | Robby Ginepri  | 6              | 4              | 6              |    |    |              |               |               |              |              |  |
|  | WC            | Bayo Philips  | Bayo Philips  | 2           | 0           |  |  |               |                |                |                |                |    |    |              | Robby Ginepri | Robby Ginepri | 7            | 7            |  |
|  | Michael Venus | Michael Venus | 5             | 6           | 4           |  |  |               |                | 5              | Peter Polansky | Peter Polansky | 65 | 63 |              |               |               |              |              |  |
|  | Frank Moser   | Frank Moser   | 7             | 4           | 6           |  |  |               | Frank Moser    | Frank Moser    | 64             | 64             |    |    |              |               |               |              |              |  |
|  |               |               |               |             |             |  |  | 5             | Peter Polansky | Peter Polansky | 7              | 7              |    |    |              |               |               |              |              |  |
|  |               |               |               |             |             |  |  |               |                |                |                |                |    |    |              |               |               |              |              |  |

### Sezione 3
|  | Primo turno        | Primo turno        | Primo turno      | Primo turno | Primo turno |  |  | Secondo turno | Secondo turno      | Secondo turno      | Secondo turno    | Secondo turno    |   |   | Ultimo turno | Ultimo turno       | Ultimo turno       | Ultimo turno | Ultimo turno |  |
|  |                    |                    |                  |             |             |  |  |               |                    |                    |                  |                  |   |   |              |                    |                    |              |              |  |
|  |                    |                    |                  |             |             |  |  |               |                    |                    |                  |                  |   |   |              |                    |                    |              |              |  |
|  |                    |                    |                  |             |             |  |  | 3             | Tejmuraz Gabašvili | Tejmuraz Gabašvili | 6                | 7                |   |   |              |                    |                    |              |              |  |
|  | Takanyi Garanganga | Takanyi Garanganga | 6                | 5           | 7           |  |  |               | Takanyi Garanganga | Takanyi Garanganga | 2                | 6(1)             |   |   |              |                    |                    |              |              |  |
|  | Scott Lipsky       | Scott Lipsky       | 4                | 7           | 5           |  |  |               |                    |                    |                  |                  |   |   | 3            | Tejmuraz Gabašvili | Tejmuraz Gabašvili | 3            | 2            |  |
|  | Fritz Wolmarans    | Fritz Wolmarans    | 5                | 6           | 3           |  |  |               |                    | 6                  | Facundo Argüello | Facundo Argüello | 6 | 6 |              |                    |                    |              |              |  |
|  | Chris Wettengel    | Chris Wettengel    | 7                | 1           | 6           |  |  |               | Chris Wettengel    | Chris Wettengel    | 3                | 2                |   |   |              |                    |                    |              |              |  |
|  | WC                 | David Warren       | David Warren     | 2           | 3           |  |  | 6             | Facundo Argüello   | Facundo Argüello   | 6                | 6                |   |   |              |                    |                    |              |              |  |
|  | 6                  | Facundo Argüello   | Facundo Argüello | 6           | 6           |  |  |               |                    |                    |                  |                  |   |   |              |                    |                    |              |              |  |

### Sezione 4
|  | Primo turno   | Primo turno    | Primo turno    | Primo turno | Primo turno |  |  | Secondo turno | Secondo turno  | Secondo turno  | Secondo turno | Secondo turno |   |   | Ultimo turno | Ultimo turno  | Ultimo turno  | Ultimo turno | Ultimo turno |  |
|  |               |                |                |             |             |  |  |               |                |                |               |               |   |   |              |               |               |              |              |  |
|  |               |                |                |             |             |  |  |               |                |                |               |               |   |   |              |               |               |              |              |  |
|  |               |                |                |             |             |  |  | 4             | Bradley Klahn  | Bradley Klahn  | 7             | 6             |   |   |              |               |               |              |              |  |
|  |               | Greg Ouellette | Greg Ouellette | 6           | 6           |  |  |               | Greg Ouellette | Greg Ouellette | 69            | 4             |   |   |              |               |               |              |              |  |
|  | WC            | Connor Curry   | Connor Curry   | 2           | 2           |  |  |               |                |                |               |               |   |   | 4            | Bradley Klahn | Bradley Klahn | 6            | 6            |  |
|  | Luka Gregorc  | Luka Gregorc   | Luka Gregorc   | 7           | 6           |  |  |               |                |                | Luka Gregorc  | Luka Gregorc  | 1 | 4 |              |               |               |              |              |  |
|  | Vullnet Tashi | Vullnet Tashi  | Vullnet Tashi  | 5           | 1           |  |  | Luka Gregorc  | Luka Gregorc   | Luka Gregorc   | 6             | 6             |   |   |              |               |               |              |              |  |
|  |               | John Peers     | 5              | 7           | 0           |  |  | John Peers    | John Peers     | John Peers     | 4             | 4             |   |   |              |               |               |              |              |  |
|  | 7             | Michael Yani   | 7              | 5           | 0r          |  |  |               |                |                |               |               |   |   |              |               |               |              |              |  |